# Пороиште
Пороиште (болг. Пороище) — село в Болгарии. Находится в Разградской области, входит в общину Разград. Население составляет 401 человек.